# 岡田唯
岡田 唯（おかだ ゆい、1987年12月28日 - ）は、日本の元歌手、タレント。元ハロー!プロジェクトの一員で、美勇伝の元メンバー。大阪府八尾市出身。

## 略歴
- 2004年6月、「ハロプロ エッグ オーディション2004」に合格する。
- 2004年8月、当時モーニング娘。のメンバーだった石川梨華、「ハロー!プロジェクト 新ユニットオーディション」唯一の合格者である三好絵梨香と共に「美勇伝（びゆうでん）」を結成。
- 2004年9月、美勇伝としてのデビュー曲『恋のヌケガラ』が発売される。
- 2006年1月、キックベースボールチーム 「メトロラビッツH.P.」に入団。
- 2006年2月、1stソロ写真集『I DOLL』発売。
- 2006年3月、1stソロDVD『I DOLL』発売。
- 2008年6月、美勇伝活動終了。以後は、グラビアやバラエティー番組を中心に活動していく、と発表される。
- 2009年3月31日、ハロー!プロジェクトから卒業。これに先駆け2月にアップフロント本部（東京）からアップフロント関西（大阪）に移籍し、活動の拠点を関西中心に移す。
- 2010年2月7日、Twitterを開始。
- 2010年6月23日、芸能活動を一旦終了する旨発表[1][2]。
- 2010年6月30日、アップフロント関西とのタレント契約終了。
- 2013年2月、ブログを開設。

## 人物

### 性格、身体
- 愛称は唯ちゃん、ゆいやん、おかやん等。松浦亜弥に憧れていた事から、自分のことをおややと名乗る事もある。
- かなりのマイペースである。話すスピードは結構遅い。しかし、プライベートではかなり喋るらしい。天然ボケな面もあるが、本人は「天然ではないです」と言っている。大阪弁が抜けていない[3]。2006年9月開催の『スケバン刑事 コードネーム=麻宮サキ』公開記念イベントの際、深作健太監督より「標準語がしゃべれないと思った」と指摘されている[4]。
- 左利きである。握力が強く腕相撲に強い。石川梨華曰く「辻希美並みの腕力」。又描く絵はとても上手い[3]。
- ハロー!プロジェクト屈指の巨乳である。その為「岡パイ（π）」と呼ぶ人も多い（吉澤ひとみ、三好絵梨香、新垣里沙など）。ソロでの写真集･DVDが発売される等、グラビアアイドル的な売り出しもされている[3]。ハロモニ。劇場に「ハロモニ。女子学園」バレー部員の役で出演する時、毎回必ずレシーブのポーズを自ら率先して取り、それと同時に「キュッ」と声を発していた。

### 趣味、嗜好
- 仕事先に持ってくるカバンはとても大きく、その中にはいつも「お菓子」と「塩」が入っている[3]。
- 苦手な食べ物は豚肉・イクラ。ナスも上京して間もない頃までは嫌いだった[3]。

### 家族、交友
- 弟と妹がいる[3]。
- 三好絵梨香とは仲が良く、三好は良く岡田の家に遊びに来たり泊まったりしている。家のエアコンの掃除を三好にして貰った事がある。2人の時は、かなりはっちゃけてて面白いトークを繰り広げるという[3]。
- 道重さゆみとも仲がよく、道重も岡田の家に泊まりに行ったことがある[3]。

### エピソード
- 勉強が苦手で、おバカタレントとしても有名。クイズ特番『おとなの学力検定スペシャル小学校教科書クイズ!』では珍回答を連発、2008年9月30日放送分・2009年1月3日放送分・2009年3月22日放送分と3回連続30人中最下位に終わり、同番組でのワースト記録を樹立した[5]。
- 芸能活動終了の理由は、ヘアメイクやスタイリストなどを一度本格的に勉強したいとのこと。

## 作品

### 映像作品
- I DOLL（2006年3月、アップフロントワークス）

## 出演

### テレビ
- 魔女っ娘。梨華ちゃんのマジカル美勇伝（2004年10月4日 - 12月24日、テレビ東京）
- 娘DOKYU!（2005年4月7日 - 6月7日、テレビ東京）
- うたなび!（2009年7月 - 2010年6月、TOKYO MXほか一部民放とスカパー!「歌謡ポップスチャンネル」） - アシスタント
- 8時です!生放送!!（2009年7月 - 2010年6月、ジェイコムウエスト） - 火曜日コーナー「トレンド情報な日」リポーター

### ラジオ
- ハロプロやねん!（2005年2月4日 - 3月18日・7月1日 - 29日・2006年4月21日 - 28日・9月26日 - 10月6日、朝日放送）
- B.B.L.（2005年4月3日 - 2006年9月30日、FM-FUJI）
- TBC FUNふぃーるど・モーレツモーダッシュ（2005年8月8日 - 12日・22日 - 26日・2006年11月13日 - 24日、東北放送）
- 美勇伝 beauty hour 21（2006年10月6日 - 2007年3月30日、NRNネット ラジオアミューズメントパーク）
- 美勇伝 三好・岡田の今夜はふたりぼっち（2007年4月6日 - 2008年6月27日、FM PORT）

### 映画
- スケバン刑事 コードネーム=麻宮サキ（2006年、東映、監督：深作健太） - 今野多英 役

### 舞台
- パパ -泥棒と少女は、親子になった?-（2009年8月、京橋花月）

### コンサート
- 真野恵里菜デビューコンサート「プロローグ 〜乙女の祈り〜」（2009年6月14日、松下IMPホール）
- TANOSINA STAGE Vol.2 〜なんやて!?梅田でライブやて!〜（2009年9月19日、梅田AKASO）
- TANOSINA STAGE Vol.3 〜2009年歌い納め。梅田270⇒〜（2009年12月27日、梅田AKASO）
- TANOSINA STAGE Vol.4 〜今年も梅田でやったるでぇー!〜（2010年1月24日、梅田AKASO）
- TANOSINA STAGE Vol.5 〜花見は梅田でできるやん!〜（2010年3月22日、梅田AKASO）
- TANOSINA STAGE Vol.6 〜ほな、梅田で。〜（2010年5月22日、梅田AKASO）

### イベント
- 4月度・9月度ハロー!プロジェクト ファンクラブ限定イベント（2005年4月1日・9月6日・13日、パシフィックヘブン）
- ファンクラブ限定 三好絵梨香&岡田唯 日帰りバスツアー in 相模湖（2008年10月12日）
- 2008年12月度 三好絵梨香/岡田唯カジュアルディナーショー（2008年12月6日、大阪：フラミンゴ ジ アルーシャ / 12月7日、東京：RESTAURANT For ETERNITY）
- 第39回神戸まつり ラジオ関西おまつり広場（2009年7月19日）
- 岡田唯&SI☆NA LUNCH TIME PARTY『n.』（2009年7月25日、ダイジェスト〈ナンバヒップス〉）
- ハロー！プロジェクトオフィシャルショップ イオンモール伊丹テラス臨時店 岡田唯・SI☆NA来店イベント（2009年10月3日・4日、イオンモール伊丹テラス）
- 岡田唯&SI☆NA LUNCH TIME PARTY『しょうゆやないやろ、ソースやろぉ。』（2009年11月21日、ダイジェスト〈ナンバヒップス〉）
- J:COM×岡田唯　アーリークリスマスパーティーinアリオ八尾（2009年11月28日、アリオ八尾）
- 2009年12月度 三好絵梨香/岡田唯カジュアルディナーショー（2009年12月20日、大阪：フラミンゴ ジ アルーシャ / 12月23日、東京：Splash）

## 書籍

### 写真集
- ハロハロ!三好絵梨香&岡田唯写真集 from 美勇伝（2005年3月、キッズネット、撮影：渡部伸）ISBN 978-4-04-894258-4
- I DOLL（2006年2月、キッズネット、撮影：外山繁）ISBN 978-4-04-894264-5

## 所属ユニット
- 美勇伝（2004年 - 2008年）
- シャッフルユニット
  - H.P.オールスターズ（2004年）
- メトロラビッツH.P.（2006年 - 2010年）